# Lex Talaria
La lex Talaria va ser una antiga llei romana d'època desconeguda, esmentada per Plaute. Les lleis antigues romanes que limitaven o prohibien els jocs d'atzar o de daus als banquets van ser anomenades talàries i segurament aquest era un terme genèric per designar a una d'aquestes lleis. Sembla que va ser un antecedent de la lex Cornelia de lusu.